# The Markup
The Markup est un journal américain à but non lucratif centré sur l'impact des technologies sur la société. Fondé en 2018 dans le but de faire progresser le data-journalism, le siège du journal est à New York.

## Histoire
The Markup a été cofondé par deux anciens journalistes de ProPublica, Julia Angwin, Jeff Larson et Sue Gardner. Le projet a été annoncé en avril 2018, avec un lancement prévu début 2019. Comme ProPublica, tout leur contenu est sous licence Creative Commons.
Selon Angwin, en 2018, le portail prévoyait de collecter et de créer des jeux de données publics via des demandes d'enregistrements publics, une collecte automatisée de données, des informations de crowdsourcing et la création d'outils. Le 6 août 2019, Nabiha Syed, ancienne vice-présidente de BuzzFeed devient présidente du Markup.

## Financement
The Markup a reçu un don de 20 millions de dollars du fondateur de Craigslist, Craig Newmark. The Markup a également collecté 2 millions de dollars auprès de la Knight Foundation et 1 million de dollars supplémentaires auprès de la Fondation Ford, de la Fondation MacArthur et « de l'Initiative d'éthique et de gouvernance de l'intelligence artificielle ».

## Couverture et impact
En novembre 2022, une enquête menée par The Markup a révélé que des entreprises de déclaration fiscale telles que H&R Block, TaxSlayer et TaxAct avaient partagé les informations financières des utilisateurs avec la société mère de Facebook, Meta,,. En réponse, un recours collectif a été déposé par les clients de H&R Block contre Meta, pour violation de la vie privée des utilisateurs. La sénatrice Elizabeth Warren et les représentants Katie Porter et Brad Sherman ont contacté les sociétés fiscales, ainsi que Meta et Google, pour mettre en garde contre un tel comportement.